# Rugosana plummeri
Rugosana plummeri är en insektsart som beskrevs av Delong 1942. Rugosana plummeri ingår i släktet Rugosana och familjen dvärgstritar. Inga underarter finns listade i Catalogue of Life.